# Hertiginnan av Erat
Hertiginnan av Erat är den andra och avslutande delen i David och Leigh Eddings fantasyserie Polgara Besvärjerskan. På svenska är den en egen bok, men den omfattar kapitel 23-41 i Polgara the Sorceress.

## Handling
När den rivanska kungen blev lönnmördad, blev hon vakt till de undangömda ättlingarna. Hon gömde dem i "rosenhuset" i Sendarien och platser i närheten. De flyttade alltid runt, för att inte bli upptäckta av grolimerna. Under striden vid Vo Mimbre, fick Polgara veta att hon i den mörka sidan av profetian var Toraks fru. Därför fruktar hon henne mer än de andra i böckerna. Boken avslutas med Garions födelse i slutet, och hans tidiga bortrövning, föräldranas död och återtagandet.